# Nordperd
Nordperd es un cabo en la isla de Rügen al norte del país europeo de Alemania, que constituye la punta del extremo oriental de la isla.
El cabo es un área protegida como reserva natural y tiene la forma de un triángulo isósceles cuya punta alcanza los 20 metros sobre el nivel del mar y que termina en un acantilado lleno de árboles hacia el este. En el cabo crecen las coníferas. El pueblo de Göhren separa el cabo de la playa. Tiene 1.500 metros de largo.
Al sur de la Nordperd, en el pueblo de Thiessow, esta su contraparte Südperd .